# محمد المشجري
محمد سعيد المشجري سياسي يمني هو وزير المغتربين في حكومة الإنقاذ الوطني برئاسة عبد العزيز بن حبتور التابعة للمجلس السياسي الأعلى في سلطة صنعاء منذ 10 نوفمبر 2018.